# Stoke Heath
Stoke Heath är en stadsdel i Coventry, i distriktet Coventry, i grevskapet West Midlands, i England. Stoke Heath var en civil parish från 1920 till 1928 då den blev en del av Coventry. Denna civil parish hade 2 843 invånare år 1921.